# حافظه مردمی
حافظه مردمی یا حافظه عامیانه (به انگلیسی: Folk memory) که به عنوان فولکلور یا اسطوره نیز شناخته می‌شود، به رویدادهای گذشته گفته می‌شود که به صورت شفاهی از نسلی به نسل دیگر منتقل شده است. رویدادهای توصیف‌شده توسط خاطرات ممکن است به صدها، هزاران یا حتی ده‌ها هزار سال پیش برسند و اغلب دارای اهمیت محلی هستند. آنها ممکن است ویژگی‌های فیزیکی را در محیط محلی توضیح دهند، دلایلی برای سنت‌های فرهنگی ارائه دهند یا ریشه‌شناسی نام مکان‌های محلی را بیان کنند.